# مدرسه عشایری
مدرسه عشایری یا مدرسه سیار عشایری، به نوعی از مدرسه گفته می‌شود که از گذشته‌های دور در جامعه عشایری رواج داشته‌است. این مدرسه معمولاً در چادر برپا می‌شود و معلم /معلمین آن همراه با ایل کوچ می‌کنند.

## تاریخچه مدرسه‌های عشایری
وجود مدرسه عشایری (مکتب خانه) در ایلات و عشایر سابقه طولانی دارد. طبق اسناد معتبر، بنیان‌گذار و پدر آموزش عشایری حداقل از هفتصد سال پیش سلطان محمد خدابنده الجایتو بوده‌است. به دستور وی مدرسه سیار ایجاد شد که همراه با اردوی سلطان در ییلاق و قشلاق در حرکت بوده و هیئت تعلیم و محصلان و اطرافیان آن می‌بایستی همراه سلطان محمد خدابنده الجایتو در حرکت باشند؛ بنابراین مدرسه متحرکی به وجود آمد که «وصاف الحضره» صاحب کتاب «تاریخ وصاف»، آن را «مدرسه سیار سلطانی» خوانده است.
در کتاب «یادمانده‌ها» نوشته محمدحسین قشقایی به سابقه طولانی وجود مدارس عشایری در دوران ایلخانی صولت‌الدوله قشقایی در ایل قشقایی و برپایی چادر سفید به عنوان چادر مدرسه، در کنار سیاه چادرهای عشایر اشاره شده‌است. وی می‌نویسد: «در ایل قشقایی [در دوران صولت‌الدوله] هر بُنکو (شامل سی چهل خانوار که با هم نسبت خویشاوندی داشتند) یک معلم داشت که حقوق او به صورت مشترک پرداخت می‌شد. مطمئناً در آن‌زمان باسوادانِ ایلِ در حالِ کوچ، بسیار زیادتر از اهالی دهات بودند. صولت‌الدّوله سعی داشت که بچه‌ها و جوانان قشقایی باسواد شوند. او همواره کلانتران و روسای بنکوها را به گرفتن معلم و باسواد کردن فرزندانشان تشویق می‌کرد.»
تا قبل از سال ۱۳۰۷ که مدارس عشایری مدرن دولتی در قالب دارالتربیه عشایری احداث شود، سواد آموزی مدرن در بین کوچ نشینان رواج نداشت بلکه سواد آموزی به شکل سنتی بود. بدین صورت که افراد ثروتمند از یک ملا یا میرزا دعوت می‌کردند که به فرزندان آنان سواد بیاموزد. حقوق وی را با هم اولیای فرزندان تأمین می‌کردند.

## شروع کار اولین مدارس عشایری به وسیله دولت ایران - ۱۳۰۱
اگرچه در سطح شهرهای بزرگ کشور، مراکز علمی نظیر دارالفنون و مدرسه‌های «میرزا حسن تبریزی» معروف به «رشدیه» (سال ۱۲۶۰ شمسی) تأسیس شده بود که به خاطر برپایی آن‌ها از سوی افراد خیر و نیکوکار و تأمین مخارج از محل هدایا و موقوفات و ماهیانه دانش آموزان، «مدارس ملی» نامیده می‌شده‌است، اما در مقابل این مدارس، در سال‌های بعد، به خصوص بعد از تصویب قانون فرهنگ در ۱۲۹۰ شمسی، به تدریج «مدارس دولتی» نیز در کشور شکل گرفتند.
بعد از کودتای ۱۲۹۹ شمسی، توسعه مدارس دولتی توسط رضا شاه شدت گرفت و جهت تأسیس مدارس دولتی به خصوص در نواحی مرزی از سوی دولت نظامی پهلوی دستور ویژه‌ای صادر می‌شود. در اجرای این دستور فرمانده‌هان مناطق سرحدی مغان هم در این خطه اقدام به تأسیس مدرسه دولتی می‌نمایند.
در این دوران در ارتباط با مدارس عشایری نیز اقداماتی آغاز شد. برای مثال، در سال‌های ۱۳۰۱ تا ۱۳۰۷ نمایندگی فرهنگ (آموزش و پرورش) کازرون به عهده آقای میرزا عباس سعادت کارمند رسمی وزارت آموزش و پرورش (معارف آن روز) واگذار شد. در زمان او یک مدرسه عشایری در ایل قشقایی (در طایفه کشکولی) و یک دبستان دخترانه در کازرون افتتاح شد و مدارس موجود با افتتاح کلاس‌های جدید وسعت یافتند.

## تاسیس اولین مدارس شبانه‌روزی عشایری به وسیله دولت ایران
ایجاد مدرسه شبانه‌روزی عشایری (دارالتربیه عشایری) از اقداماتی است که در دوران رضاشاه آغاز شده‌است.

### قبل از جنگ دوم جهانی
سال ۱۳۰۷ تا ۱۳۱۶ در خرم‌آباد (چهل نفری خرم‌آباد)، ترکمن صحرا و تهران:
احداث مدارس عشایری از سال ۱۳۰۵ خورشیدی مطرح شد و از طرف تیمسار سپهبد امیراحمدی به وزارت معارف پیشنهاد گردید که یک باب دارالتربیه عشایری شبانه‌روزی برای اطفال عشایر در شهر خرم‌آباد تأسیس گردد که این پیشنهاد فوراً مورد تصویب وزارت فرهنگ واقع شد. دارالتربیه دولتی عشایر لرستان در بهمن ماه ۱۳۰۷ رسماً شروع به کار کرد.
به دستور رضاشاه و توسط سپهبد امیراحمدی در سال ۱۳۰۷ مدرسه شبانه‌روزی عشایری (دارالتربیه) در خرم‌آباد تأسیس شد. در این دارالتربیه تعدادی از فرزندان سران عشایر کهگیلویه و بویراحمد نیز حضور داشتند. اولین گروه از دانش آموزان دارالتربیه عشایری خرم‌آباد ۴۰ نفر بودند. سرانجام پس از حدود یک دهه فعالیت، در شهریورماه سال ۱۳۱۶ دستور انحلال آن از مرکز صادر شد و به کار خود پایان داد.
همچنین به دنبال احداث سه باب مدرسه عشایری در قسمت جعفر بای ترکمن صحرا، دولت به فکر تأسیس دارالتربیه عشایر در تهران و بعضی از استان‌های عشایرنشین افتاد تا اولاد عشایر را بهتر بتواند در مدرسه شبانه‌روزی تحت تعلیم و تربیت خاص خود قرار دهد. در بودجه سال ۱۳۰۷ خورشیدی کل کشور مبلغ ۳۰۰۰۰ تومان برای تربیت اولاد عشایر منظور شده و جهت هزینه در اختیار وزارت معارف و اوقاف وصنایع مستظرفه قرار گرفت. حکومت پهلوی به دنبال احداث مدارس پسرانه در مناطق جعفر بای ترکمن صحرا و دارالتربیه عشایر در تهران، تصمیم به تأسیس مدارس دخترانه در «گمش تپه» گرفت. در پی اعتراض و مخالفت علمای گمش تپه با تأسیس مدارس اناثیه، دفتر مخصوص شاهنشاهی که ریاست آن با «حسین شکوه» (شکوه الملک) بود طی نامه محرمانه‌ای در تاریخ چهارم مهر ۱۳۰۸ خورشیدی به وزارت معارف و اوقاف درخواست نمود که از تأسیس مدرسه اناثیه (دخترانه) در صحرای ترکمن جلوگیری شود. بر اساس مدارک موجود در مرکز اسناد ملی، عده محصلین دارالتربیه عشایری تهران در فروردین ۱۳۱۳ خورشیدی ۳۱ نفر بوده‌اند که پنج نفر آن‌ها از الوار، پنج نفر کرد، یک نفر شاهسون و بقیه ترکمن (۲۰نفر) بوده‌اند. نهایتاً در تاریخ مرداد ۱۳۱۵ خورشیدی دارالتربیه عشایری از اداره تعلیمات مرکز و امتحانات منتزع و به اداره تعلیمات ولایات تحویل می‌گردد.
بنابراین در این دوران، مدرسه عشایری در منطقه ترکمن صحرا، خرم‌آباد، و همچنین دارالتربیه عشایری تهران راه‌اندازی شد. برخی منابع، تأسیس مدرسه عشایری (دارالتربیه عشایری) را به علی اصغر حکمت (از وزرای معارف دوران رضاشاه) نسبت می‌دهند. از آنجا که علی اصغر حکمت در سال ۱۳۱۲ به وزارت فرهنگ رسید، به نظر می‌رسد قبل از ایشان هم آموزش عشایری و مدارس عشایری در سیستم دولتی ایران وجود داشته‌است.
فعالیت مدارس شبانه‌روزی عشایری، همزمان با جنگ دوم جهانی، موقتاً مسکوت ماند و بعد از جنگ و همزمان با قوی شدن دولت مرکزی این فعالیت‌ها دوباره از سر گرفته شد.

### بعداز جنگ دوم جهانی
سال ۱۳۲۷ تا ۱۳۲۹ در دشت مغان:
اولین اقدامات بعد از جنگ دوم جهانی در این زمینه به تأسیس مدارس عشایری در دشت مغان به وسیله دولت ایران در سال ۱۳۲۷ مربوط می‌شود. دولت در سال‌های پس از جنگ جهانی دوم، مجدداً برنامه‌ای آموزشی خود را پیگیری می‌کند و درصدد توسعه مدارس دولتی در تمام کشور، به ویژه مناطق عشایری بر می‌آید و این سیاست در مغان هم پیگری می‌شود. گسترش مدارس دولتی در مغان به صورت جدی به سال ۱۳۲۷ و بعد از آن بر می‌گردد. به دنبال این طرح، اولین مدرسه دولتی منطقه عشایری پارس‌آباد مغان در سال ۱۳۲۷ در بین طایفه حسن خانلو و در روستای محمدرضالو دایر می‌شود و آقای رستم‌زاده به عنوان اولین مدیر و معلم این مدرسه که «دبستان دولتی بوعلی حسن خانلو» نامیده می‌شد انتخاب می‌شود. در ادامه این فعالیت‌ها، برای عشایر این منطقه، مدارس دیگری نیز راه‌اندازی شد. در همین سال اولین مدرسه دولتی موران (دبستان دولتی بیرونی موران) هم در بین عشایر این منطقه و در روستای ظاهر (ظاهر آلی کندی) ایجاد می‌شود. برای افراد طایفه آلارلو هم در سال ۱۳۲۷ مدرسه‌ای بنام «رازی» در روستای «بل داشی» دایر می‌شود. برای طایفه «قوجابیلی» هم در همین سال مدرسه‌ای بنام «خیام» در روستای «قالا برزند» دایر می‌شود. در سال ۱۳۲۸ برای طایفه‌های «خلیفه لو» و «مدد لو» دو مدرسه در روستاهای «تولون» و «زینگیر» بنامهای خاقانی تولون و بیهقی زینگیر دایر می‌شود. در همین سال مدرسه دیگری در منطقه عشایری قشلاق دشت امروزی در شاه آباد مغان (جعفرآباد مغان امروزی) دایر شده‌است. در سال ۱۳۲۹ هم مدرسه عشایری دیگری در روستای «دیزده» بنام مدرسه پانزده بهمن شروع به فعالیت نموده است.
سال ۱۳۲۹ تا ۱۳۳۲ در شیراز، فیروزآباد و فسا:
یکی دیگر از اقدامات قابل ذکر در این زمینه به طرح احداث مدارس عشایری در فارس توسط برادران قشقایی در سال ۱۳۲۹<مربوط می‌شود. بنابر اسناد موجود، با آرام گرفتن اوضاع سیاسی قشقایی‌ها، در زمان حضور خسرو خان قشقایی به عنوان نماینده فیروزآباد در دوره شانزدهم مجلس و ناصرخان قشقایی در مجلس سنا، برادران قشقایی توانستند ضمن افزایش نفوذ و اقتدار سیاسی خود، با نزدیکی به مراکز قدرت در راستای بهبود اوضاع اجتماعی و اقتصادی ایل قشقایی و مناطق همجوار اقداماتی انجام دهند. خوانین قشقایی در سال ۱۳۲۹ پیشنهادهایی مانند طرح جاده شیراز- فیروزآباد- بوشهر، طرح کارخانه قند آباده، طرح سد رودخانه قره قاج و همچنین طرح احداث سه باب دارالتربیه عشایری در شهرستان‌های شیراز، فسا و فیروزآباد را به دولت ارائه دادند؛ بنابراین با موافقت رزم آرا در آبان ماه ۱۳۲۹، دستور پرداخت اعتبار آن صادر شد و وزارت فرهنگ، طرح احداث دارالتربیه‌های عشایری فوق را به تصویب رساند. به این ترتیب، وزارت فرهنگ تصویب کرد که به منظور ارائه خدمات آموزشی به فرزندان عشایر فارس، سه دستگاه مدرسه شبانه‌روزی به نام دارالتربیه عشایری در شهرهای شیراز برای ایل بویراحمد، فیروزآباد برای برای ایل قشقایی و فسا برای ایل عرب خمسه احداث شود. از این رو ناصرخان با احداث یک قطعه زمین از املاک خود واقع در ناصرآباد فیروزآباد به مساحت یازده هزار مترمربع تلاش کرد این طرح را عملی سازد. اما به رغم احداث قسمتی از ساختمان مدتی بعد به علت کسری بودجه دولت متوقف شد و پس از حوادث سیاسی سال ۱۳۳۲ کلاً به فراموشی سپرده شد. برادران قشقایی علاوه بر جلب نظر دولت به منظور اختصاص بودجه برای طرح‌های عمرانی، خود نیز با سرمایه شخصی تأسیساتی نظیر ساخت یک بیمارستان و یک باب مدرسه در شهر فیروزآباد که مقر اصلی قشقایی‌ها بود، به راه انداختند. چنین به نظر می‌رسد که سران قشقایی به دلیل ارتباطی که با جوامع مدرن داشتند دریافته بودند که شیوه زندگی کهن ایلی دیگر پاسخگوی نیازهای جهان آینده نیست.
سال ۱۳۴۶ در شیراز (چهل نفری شیراز):
سازمان «هیئت عمران بین‌المللی آمریکا» تا سال ۱۳۴۶ شمسی در ایران فعال بود. تا جایی که مدیر آن اعلام کرد در دهه ۱۹۶۰ میلادی ایران به‌طور چشمگیری پیشرفت نموده است و در سال ۱۹۶۸ در میهمانی سفیر ایران در آمریکا (آقای هوشنگ انصاری) به‌طور رسمی خاتمه فعالیت اصل چهار و سازمان عمران بین‌المللی آمریکا اعلام شد. در این زمان پس از توسعه موفق مدارس سیار عشایری توسط اصل چهار ترومن، آمریکایی‌ها به‌طور کامل از برنامه آموزشی کشور خارج شده و دولت ایران متولی تمام این فعالیت‌ها گردید؛ بنابراین، دولت ایران برای ادامه فعالیت‌ها، سیاست احداث دارالتربیه عشایری (مدارس شبانه‌روزی عشایری) را نیز مجدداً مد نظر قرار داد. بعد از خاتمه کامل حضور آمریکایی‌ها در برنامه‌های آموزشی کشور، به گفته آقای بهمن بیگی: «شاهنشاه آریامهر و شهبانوی گرامی از مدارس عشایری و کار معلمان بازدید کردند و پس از مشاهده پیشرفت‌های آنان، امر مقرر فرمودند که در شیراز دبیرستانی تأسیس شود که سالانه عده‌ای از فرزندان مستعد و بی بضاعت که از مدارس ابتدایی فارغ‌التحصیل می‌شوند در آنجا به تحصیلات دبیرستانی ادامه دهند. این دبیرستان در سال ۱۳۴۶ در شیراز تأسیس شد و تا کنون (مهرماه ۱۳۵۱ شمسی) تعداد ۵۷۵ نفر از دختران و پسران مستعد و کم‌بضاعت عشایری را که در کلاس اول تا پنجم متوسطه و دوره راهنمایی تحصیل می‌کنند به‌طور شبانه‌روزی نگهداری می‌نماید.
با توجه به مشکلات موجود و کافی نبودن فعالیت مدارس عشایری شبانه‌روزی (دارالتربیه‌ها) برای پوشش دادن به تمامی نیازهای جامعه کوچرو عشایری، دولت ایران در کنار مدارس شبانه‌روزی، ایده ایجاد مدارس به صورت سیار و کوچرو همراه با خانوارهای عشایری را مد نظر قرار داد. سازمان‌های مسئول ایرانی از مدت‌های طولانی به ضرورت آموزش مدرن و مجانی برای عشایر پی برده بودند اما کمبود بودجه مانع این کار شده بود.

## ایجاد مدارس سیار عشایری
راه اندازی اولین مدارس عشایری (سیار) توسط دولت ایران به وسیله دکتر حسابی- سال ۱۳۳۰: در سال ۱۳۳۰ مدارس سیار عشایری در استان کهگیلویه و بویراحمد به وسیله دکتر محمود حسابی، به شکل رسمی پایه‌گذاری شد؛ بنابراین بنیان‌گذار مدارس سیار عشایری در سیستم اداری ایران، دکتر محمود حسابی است. وی که در سال ۱۳۳۱ به عنوان وزیر فرهنگ در کابینه دکتر مصدق فعالیت می‌کرد، اقدام به ایجاد مدارس نوین عشایری نمود.
نشریه حافظ در شماره بهمن ماه سال ۱۳۹۰ مقاله‌ای را منتشر نموده که در آن آقای بهمن بیگی طی نامه‌ای، دکتر حسابی را مؤسس نخستین مدارس سیار عشایری معرفی نموده است. در این مقاله به اذعان اسناد موجود، چند سال پعد از برنامه‌ریزی و برپایی مدارس سیار عشایری توسط دکتر حسابی، تعدادی از معلمین شاغل در مدارس سیار عشایری، به دایره تعلیمات عشایر از برنامه‌های آموزش عشایری اصل چهار ترومن در ایران، می‌پیوندند. «در سال ۱۳۳۱ آقای پروفسور حسابی، وزیر فرهنگ دکتر مصدق درحالی‌که هیچگونه راه ارتباطی شوسه و خاکی قابل استفاده در استان کهگیلویه و بویراحمد وجود نداشت (البته راه قدیمی کلنگ ساز زمان رضاشاه تخریب شده و نیاز به بازسازی داشت) با هواپیمای دو نفره آمد و ۶ نفر را با صلاحیت لازم به عنوان معلم عشایر را انتخاب کرد که در واقع آنها هسته آموزش عشایر را شکل دادند. هواپیمای دکتر حسابی در فرودگاه دست سازی که با بیل و کنلگ در یاسوج درست کرده بودند به زمین نشست. سپس با مشورت با بزرگان بویراحمد ۶ نفر از افراد باسوادی که از مدرسه نوین دوره رضاشاه ۲۰–۱۳۱۲ فارغ‌التحصیل شده بودند و مدرک ششم ابتدایی داشتند، فی‌المجلس از آنها از حساب، هندسه، املا، معلومات عمومی، تفسیر متن و غیره شخصاً امتحان گرفت و ۶ نفر را بدون گذراندن دوره دانشسرا مستقیماً به آموزگاری برگزید. این شش نفر نه آموزش دیدند و دانش‌سرا هم نرفتند اما پروفسور حسابی از آنها امتحان گرفت در امتحان قبول شدند و به عنوان معلم شروع به کار کردند. بعد از کودتای ۲۸ مرداد که اصل ۴ آمریکا در آن نقش کلیدی داشت، دکتر مصدق سرنگون و آموزش عشایر به مرحوم بهمن‌بیگی واگذار شد».
توسعه مدارس عشایری (سیار) به وسیله اصل چهار ترومن- سال ۱۳۳۲: در سال ۱۳۳۲ کمیسیون اصل چهار ترومن (رئیس جهور آمریکا) در شیراز، مبادرت به تأسیس دایره تعلیمات عشایری نمود و آقای گیگن آمریکایی به‌طور مستقیم مسئول امور برنامه‌ریزی آموزش عشایری گردید. او برای تحقق اهداف خود، از فرزندان ایل نیز استفاده نمود.
اصل چهار ترومن توسط آمریکایی‌ها برای جلوگیری از سقوط کشور ایران به دامان کمونیسم اجرا شد. فعالیت‌های اصل چهار همراه با سایر برنامه‌های تبلیغاتی آمریکا توانست مردم ایران را در برابر نفوذ کمونیسم مقاوم سازد. صدها پروژه آموزشی، بهداشتی در ایران اجرا شد. برنامه اصل چهار، منابع مالی این پروژه‌ها و ابزار کار، ماشین آلات و متخصصین مربوطه را تأمین می‌کرد. بر حسب گزارش‌هایی که بعداً انتشار یافت اصل چهار سالانه بین ۱۸ تا ۲۵ میلیون دلار برای کمک‌های فنی و حرفه‌ای در ایران هزینه می‌کرد. پس از خاتمه فعالیت اصل چهار در ایران، اسناد مربوطه تحویل نخست وزیر وقت ایران (منوچهر اقبال) شد.
بنابراین، مدارس عشایری به کمک و یاری اصل چهار آمریکا تحت نظر و ریاست آقای گیگن در ایران توسعه یافت. آقای بهمن بیگی که در استخدام این مؤسسه بوده، تحت مدیریت مسئول آموزش اصل چهار در شیراز در زمینه تعلیمات عشایری در ایل قشقایی فعالیت داشته‌است.
پس از تحویل اسناد و مدارک اصل چهار توسط مسئولان آمریکایی آن به دولت ایران، بهره‌برداری از این مدارس تا پایان حکومت پهلوی به وسیله دائره تعلیمات عشایر به ریاست محمد بهمن‌بیگی ادامه یافت.
بعد از انقلاب نیز این فعالیت‌ها در ابعاد گسترده، به وسیله اداره آموزش و پرورش عشایری توسعه یافت و مدارس عشایری فراوانی ایجاد شد.

## تدریس در مدارس عشایری
در دوران قاجار، «سواد آموزی مدرن در بین کوچ نشینان رواج نداشت بلکه سواد آموزی به شکل سنتی و در قالب «مکتب خانه» بوده است. معمولاً افراد ثروتمند از یک «ملا» یا «میرزا» دعوت می‌کردند که به فرزندان آنان سواد بیاموزد. حقوق وی را با هم اولیاء فرزندان تأمین می‌کردند. مواد درسی شامل قرائت قرآن کریم، شاهنامه فردوسی، گلستان سعدی، دیوان حافظ، داستان فلک ناز و حیدربک و مثل این‌ها بود. حساب سیاق هم جزئی از برنامهٔ درسی آنان بود. امتحان و نمره در این نظام وجود نداشت. سوادآموزی به شکل مدرن در سال ۱۳۰۷ با عنوان دارالتربیه عشایری تأسیس شد».

## روش‌های تدریس و برنامه‌ریزی آموزش عشایری
پس از شکل‌گیری مدارس مدرن دولتی، ابتدا نحوه و روش‌های تدریس در مدارس عشایری بر اساس اصول و چارچوب رایج در سایر مدارس دولتی شکل گرفت و تا جنگ دوم جهانی ادامه یافت. بعد از جنگ جهانی دوم، با تثبیت وضعیت کشور، برنامه آموزش عشایر توسعه یافت و در زمان وزارت دکتر حسابی چارچوب روش‌های تدریس پایه‌ریزی شد.
سپس با شکل‌گیری برنامه اصل چهار ترومن و قرارداد همکاری با ایران در سال ۱۹۵۰ (سال ۱۳۲۹شمسی) آقای گلن گیگن به عنوان مسئول آموزش عشایری به ایران فرستاده شد و مطالعات صحرایی لازم از سوی کارشناسان آمریکایی صورت گرفت و برنامه‌های بعدی آموزش عشایر بر این پایه استوار شد.
بر اساس نتایج مطالعه صحرایی (نظرسنجی) که از ورود کارشناسان آموزشی در سال ۱۹۵۱ تا سال ۱۹۵۳ صورت گرفت، آقای گیگن دریافت که مردان باسواد شهری، معلمین مناسبی برای عشایر نیستند. آقای گیگن در سال ۱۹۵۳ (۱۳۳۲ شمسی) می‌نویسد: «معلم عشایری باید با خانواده‌هایی که برای تدریس به آن‌ها می‌رود آشنا و شناخته شده باشد، توسط خان پذیرفته شده باشند و تمایل داشته باشند که در ایل بمانند و در فعالیت‌های روزمره عشایری مشارکت نمایند؛ بنابراین یک پسر شهری هر چند هم که معلم خوبی باشد برای اینکار مناسب نیست. همچنین مسیر کوچ برخی طوایف عشایر قشقایی بسیار طولانی است. مثلاً طایفه شش بلوکی در هر مسیر کوچ (ییلاق تا قشلاق) حدود ۴۰۰ مایل طی می‌کند؛ بنابراین مدرسه عشایری باید سبک و قابل حمل باشد. یک چادر کوچک برای نشستن ۲۰ کودک، یک فرش، یک تخته سیاه، یک میز برای معلم و کتاب برای این مدرسه سیار کافی است. چنین مدرسه‌ای در مدت ده دقیقه قادر به بارگیری و حمل بر پشت اسب خواهد بود.